# Calliactis reticulata
Calliactis reticulata är en havsanemonart som beskrevs av Stephenson 1918. Calliactis reticulata ingår i släktet Calliactis och familjen Hormathiidae. Inga underarter finns listade i Catalogue of Life.